# IC 1772
IC 1772 ist eine kompakte Galaxie vom Hubble-Typ C im Sternbild Fische auf der Ekliptik. Im selben Himmelsareal befindet sich u. a. die Galaxie NGC 791.
Das Objekt wurde vom US-amerikanischen Astronomen Edward Emerson Barnard entdeckt.